# 刘爱玲
刘爱玲（1967年5月2日—），出生于内蒙古包头，中国女子足球运动员。

## 生平
刘爱玲在湖北十堰长大，曾在湖北二汽体校练过田径，在十堰子弟小学打过篮球。1983年，刘爱玲开始了足球训练。1985年12月，刘爱玲进入了北京女足。1987年6月，刘爱玲入选国家队。从1991年世界杯开始，刘爱玲就成为了国家队的主力。

### 1996年奥运会
1996年亚特兰大奥运会中国队的第二场比赛中，刘爱玲打进了一球，帮助中国队以5比1战胜丹麦队。之后中国队一路过关斩将，杀入决赛。在决赛中，中国队以1比2负于东道主美国队，获得银牌。

### 1999年女足世界杯
在1999年女子世界杯足球赛的中国队的第一场比赛上，刘爱玲打进了中国队的第二个进球，帮助中国队反败为胜，以2比1战胜了瑞典队。之后中国队一路过关斩将，打进半决赛。在半决赛上，刘爱玲打进了两个“教科书式的进球”，帮助中国队以5比0战胜卫冕冠军挪威队，挺进决赛。在洛杉矶玫瑰碗举行的决赛中，中国队和东道主美国队在90分钟比赛和加时赛中打成0比0，在点球大战中，中国队以4比5负于美国队，屈居亚军。

### 美国女足大联盟
2001年底，刘爱玲加盟美国女足大联盟（ Women's United Soccer Association，WUSA）的费城冲锋队（Philadelphia Charge）。
在2001年举行的首届美国女足大联盟的常规赛里，刘爱玲表现出色。在费城冲锋队主场迎战卡罗莱纳勇气队（Carolina Courage）的比赛里，刘爱玲上演帽子戏法并助攻一次，帮助球队以5比1大胜对手。刘爱玲也成为了第一个在美国女足大联盟里上演帽子戏法的中国球员。在参加的19场常规赛中，刘爱玲打进了10个进球并有2次助攻，是大联盟历史上首位蝉联每周最佳的球员，也是大联盟历史上首位三次当选每周最佳的球员。费城冲锋队排名常规赛第4，进入季后赛。在季后赛的半决赛里，费城冲锋队上半时以2比0领先常规赛第一名亚特兰大撞击队（Atlanta Beat），其中刘爱玲助攻队友打进一球。但下半时随着孙雯的替补登场，场上的形势大变。孙雯打进一个点球并助攻队友一球，帮助撞击队扳平比分。最后双方进入加时赛。在加时赛里，撞击队打进一球，从而战胜冲锋队，挺进决赛。冲锋队被淘汰出局。

在2002年的大联盟比赛里，费城冲锋队获得了常规赛的第二名，在半决赛里负于华盛顿自由队（Washington Freedom ），再次无缘决赛。刘爱玲的发挥没有上赛季那么出色，偶有助攻但没有进球。
2002年12月，刘爱玲宣布退役。退役后刘爱玲担任北京市足协副秘书长一职，继续和足球打交道。

## 铿锵玫瑰刘爱玲足球俱乐部
北京铿锵玫瑰刘爱玲足球俱乐部，原名为北京刘爱玲女子足球俱乐部，成立于1999年11月18日，刘爱玲是俱乐部的法人、总经理和总教练。刘爱玲成立这个俱乐部主要目的是为中国女足培养年轻球员。

## 奖项

### 国家队
- 女足亚洲杯冠军：1989年、1991年、1993年、1995年、1997年、1999年
- 亚运会女足金牌：1990年、1994年、1998年
- 1996年奥运会女足银牌
- 1999年女足世界杯亚军
- 1993年世界大学生运动会女足金牌